# Textes de fondation du Bubasteion d'Alexandrie
Pour les articles homonymes, voir Textes de fondation.
Les textes de fondation du Bubasteion d'Alexandrie sont inscrits sur des plaquettes rédigées soit en grec, soit en hiéroglyphes.
Ils mentionnent que la construction du temple a été ordonnée par Bérénice, épouse de Ptolémée III Évergète Ier, à la suite de son accouchement de son deuxième enfant, le futur Ptolémée IV, né vraisemblablement pendant l'absence de son père parti guerroyer en Syrie.